# Mantelrörelse

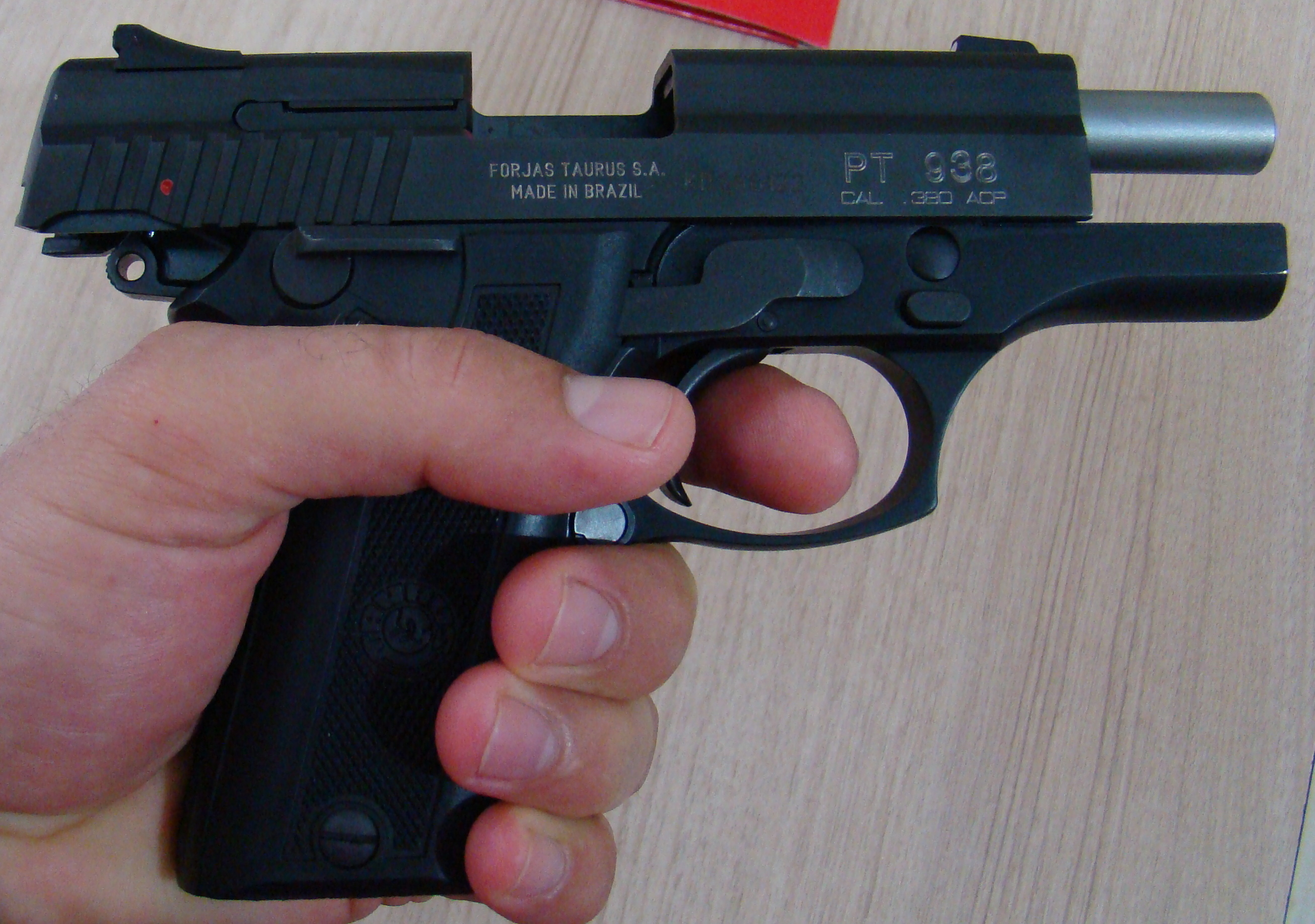
Mantelrörelse på automatpistol.

Mantelrörelse är en traditionell vapenterm som betyder att föra slutstycket bakåt och framåt hos ett magasinmatat handeldvapen så att utdragaren drar/kastar ur en potentiell patron eller hylsa från patronläget och sedan fångar upp och kamrar en ny patron från magasinet in i patronläget när detta försluts, så kallat att mantla.
Begreppet härleds ur pistolmanteln hos de flesta automatpistoler som används för att manövrera dess slutstycke, alltså själva höljet som omsluter pistolens slutstycke och vanligen pipa. Mantel betyder här ett ytterhölje som omsluter eller täcker något, jämför med mantlad ammunition.

## Användning
Mantelrörelse görs av olika anledningar, främst då för att göra vapnet skarpt (redo att skjutas) med en patron i loppet, men även utanför skjutning, såsom att kolla så att slutstycksrörelsen fungerar som normalt hos ett oladdat vapen, eller att säkra vapnet för förvaring genom att kasta ut eventuell patron ur patronläget, då med tomt eller urtaget magasin så ny ammunition inte kamras, alternativt med ammunition om vapnet har sådan funktion att vapnet kan göra blind mantelrörelse (mantelrörelse utan laddning). En halv mantelrörelse där slutstycket enbart förs bakåt för att tömma patronläget kallas traditionellt för patron ur i Sverige.

## Betydelser
Mantelrörelse kan avse flera olika vapenmanövreringar vilket får påverkan när ordet används i överförd betydelse.

### Rakmekanism
Den mer brukliga formen av mantelrörelse brukar beskriva rörelsen för att manuellt dra tillbaka pistolmanteln hos de flesta automatpistoler och släppa den så en patron matas i patronläget, en form av rakmekanism.
Pistolmanteln är ett slirande hölje (mantel) hos majoriteten av automatpistoler (jämför mot knäledslåset hor en Luger P08) som omger vapnets pipa och håller vapnets slutstycke. Den ligger fjädrad i ett framåtgående spår ovanpå vapnets låda och agerar grepp för att manuellt dra tillbaka vapnets slutstycket när den första patronen ska matas in i patronläget från ett nyladdat magasin eller från magasin i användning vid eldavbrott.
Mantelrörelse innebär här bakåtdragning av pistolens mantel och dess återföring till normalläge medelst en fjäder för att frammata den första patronen i patronläget.
Mantelrörelse förekommer även i överförd betydelse hos andra handautomatvapen men där det är slutstycke och hane som manövreras och ej någon mantel.

### Cylindermekanism
Utöver mantelrörelse hos pistoler kallas även slutstycksrörelsen hos cylinderrepetergevär för mantelrörelse. Detta är delvis en överföring från pistolbruket men kan bland annat härledas från hur slutstycket manipuleras för att kasta ut föregående tomhylsa och föra in en ny patron i patronläget. Stycket roteras upp några grader, dras bakåt, förs sedan framåt och roteras sedan ner igen. Denna rörelse kan jämföras med speglande manövrering för en person som slänger på sig en mantel, det vill säga genom att föra upp ena mantelfästet in över huvudet, sedan in bakom nacken och sist in över axlarna (uppåt, bakåt, inåt, neråt, etc).
Av detta används begreppet stundom överfört på andra ting där liknande cylindermanövrering sker, till exempel den sovjetiska skafthandgranaten RGD-33(en) som armeras genom att göra en cylindermantelrörelse med skaftet – skaftet dras ut, roteras några grader och förs in igen.